# Metropolia omska
Metropolia omska – jedna z metropolii Rosyjskiego Kościoła Prawosławnego. W jej skład wchodzą cztery eparchie: omska, kałaczińska, tarska oraz isikulska. Obejmuje terytorium obwodu omskiego.
Erygowana przez Święty Synod Rosyjskiego Kościoła Prawosławnego na posiedzeniu w dniu 7 czerwca 2012 r..

## Metropolici omscy
- Włodzimierz (Ikim), 2012-2023[3]
- Dionizy (Porubaj), od 2023[4]